# Lado Leskovar
Vladimir „Lado” Leskovar (n. 23 martie 1942, Ljubljana, Slovenia) este un cântăreț sloven.